# Acacia crassistipula
Acacia crassistipula är en ärtväxtart som beskrevs av George Bentham. Acacia crassistipula ingår i släktet akacior, och familjen ärtväxter. Inga underarter finns listade i Catalogue of Life.